# Maat
Na religião egípcia, Maat ou Ma'at é a deusa da verdade, da justiça, da retidão e da ordem. É a deusa responsável pela manutenção da ordem cósmica e social, esposa de Toth . Ela é representada como uma jovem mulher ostentando uma pluma de avestruz na cabeça, a qual era pesada contra o coração (alma) do morto no julgamento de Osíris.

## Maat como deusa
Maat é a filha de Rá e Hathor. Ela é irmã do faraó mítico (Osíris ou Hórus), assegura o equilíbrio cósmico e é graças a ela que o mundo funciona perfeitamente. "Ela é a luz que traz Rá  ao mundo". Posteriormente, é retratada como esposa de Toth. Toth era o patrono dos escribas e é descrito como "aquele que revela Maat e reconhece Maat, que ama e dá Maat para o criador de Maat". Em textos como a Instrução de Amenemope os escribas são instruídos a seguir os preceitos de Maat em sua vida privada, bem como o seu trabalho. As exortações para viver de acordo com Maat são tais que esses tipos de textos têm sido descritos como "Literatura de Maat".
De acordo com a religião egípcia, no julgamento dos mortos, ela pesava as almas de todos que chegassem ao Salão de Julgamento subterrâneo com a pena da verdade. Colocava a pluma na balança, e no prato oposto o coração do falecido. Se os pratos ficassem em equilíbrio, o morto podia festejar com as divindades e os espíritos dos mortos. Entretanto, se o coração fosse mais pesado, ele era devolvido para Ammit para ser devorado.
Sua oposição era sua irmã Isfet (o caos) que, embora fosse temida, era essencial pois ambos os aspectos, o positivo e o negativo, devem estar presentes para que o equilíbrio possa existir.

### Representação
Representações de Maat como uma deusa são registradas já a partir de meados do Império Antigo (c. 2680-2190 aC). Maat era retratada como uma mulher jovem, com vestes longas, sentada sobre os calcanhares ou em pé, com asas e uma pena de avestruz na cabeça (às vezes apenas uma pena), segurando um cetro, símbolo do poder, em uma mão e um Ankh, símbolo da vida eterna, na outra. O elemento de Maat é Ar e da cor de sua pele é amarelo ocre. Estas imagens são comumente encontradas nos sarcófagos como um símbolo de proteção para a alma dos mortos.

## Maat como princípio
Maat é associada à determinação final e funciona tanto como deusa como quanto conceito. No antigo Egito os princípios de Maat eram parte integrante da sociedade, e garantia de ordem pública.
Para atender às necessidades complexas do estado emergente egípcio, que abraçava diversos povos com interesses conflitantes, Maat passa a ser representada como o princípio da ordem, para afastar o caos e manter a harmonia cósmica. Os princípios de manutenção da ordem, que eram seguidos pelos egípcios em obediência a Maat, tornaram-se a base da lei egípcia. Desde os primórdios, o rei é descrito como "Senhor de Maat", que decretava com sua boca a Maat que concebia em seu coração.
O significado de Maat se desenvolve a ponto de abarcar todos os aspectos da existência, incluindo o equilíbrio básico do universo, o relacionamento entre suas partes constituintes, o ciclo das estações, movimentos celestes e observações religiosas, bem como negociações justas, honestidade e confiança nas interações sociais. A harmonia cósmica era conseguida através de uma vida ritual e pública correta. Qualquer distúrbio na harmonia cósmica poderia ter consequências para o indivíduo, assim como para o estado: um rei ímpio poderia trazer fome ao povo.

## Relação com o faraó

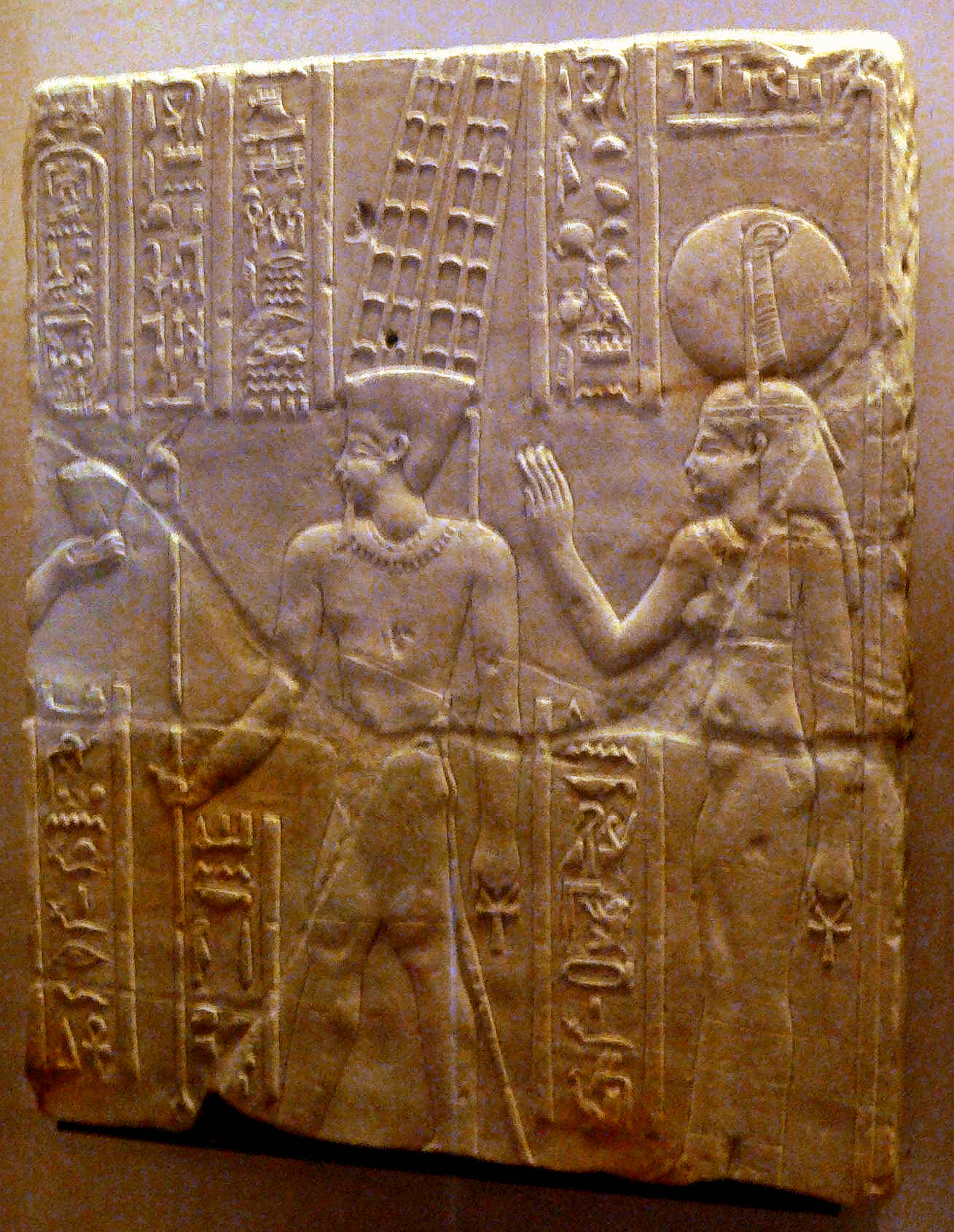
Amon-Ra e Maat recebem unguento do rei Ptolemeu VIII Evérgeta II (170 -)

Maat é fundamentalmente ligada à instituição faraônica. Os egípcios acreditavam que sem a ordem de Maat só haveria o caos primordial e então o mundo não seria o mesmo. Foi, portanto, necessário que o Faraó aplicasse e fizesse cumprir a lei, para permitir a manutenção do equilíbrio cósmico. A manutenção de Maat é tida como responsabilidade direta do faraó, no antigo Egito.
O primeiro dever do  faraó era defender a lei de Maat em todo o antigo Egito. É por isso que, nas paredes dos templos, o faraó é representado pela oferta de Maat a uma divindade, dizendo, em suas ações, que ele está em conformidade com os requisitos da deusa e em troca recebe dos deuses a vida e dominação (Osíris) e poder vitorioso (Horus).
Alguns faraós carregavam o título de Maat-Meri, que literalmente significa "amado de Maat". Eles são descritos frequentemente com os valores de Maat para enfatizar o seu papel na defesa das leis do Criador. Qualquer perturbação  na harmonia cósmica poderia ter consequências para o indivíduo, bem como para o Estado.

## Relação com a justiça

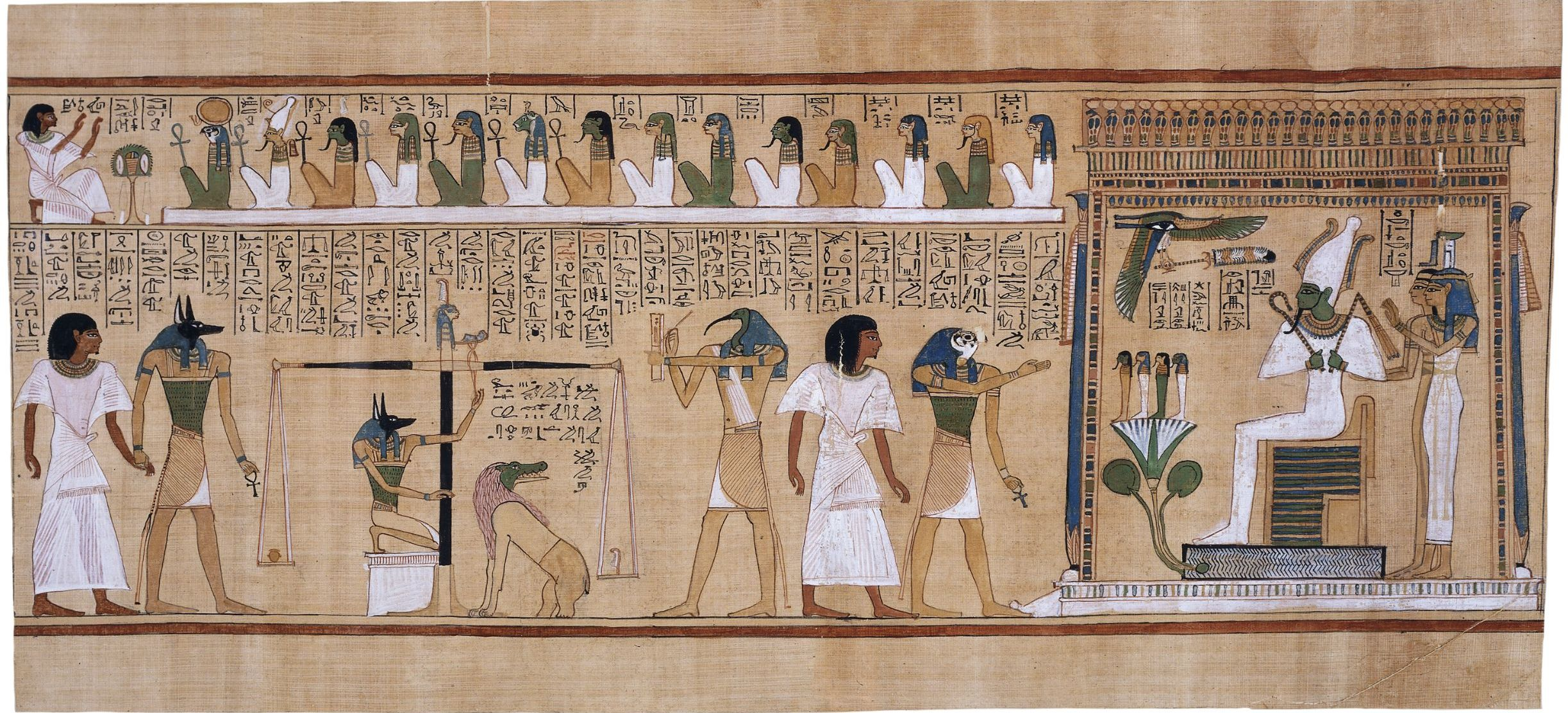
O julgamento dos mortos na presença de Osíris.

Há pouca literatura sobrevivente que descreve a prática da lei egípcia antiga. Maat era o espírito em que a justiça foi aplicada, em vez do estabelecimento detalhado de regras. Maat era basicamente a norma e os valores para aplicação da justiça.  Audiências foram realizadas em locais de culto de Maat, e lá os prisioneiros eram mantidos em prisão preventiva. A partir da V dinastia (2510-2370 a. C.) em diante, o vizir responsável pela justiça foi chamado de sacerdote de Maat e, em períodos posteriores, juízes também usavam a imagem da deusa. Para Jan Assman, ela seria um “justiça conjuntiva”,  que regulava a interação social.
Durante o período grego da história egípcia, o direito grego e o egípcio existiam simultaneamente. Quando os romanos tomaram o controle do Egito, o sistema jurídico romano, existente em todo o Império Romano, foi imposto ao Egito.
A lei de Maat pode ser encontrada no capítulo 125 do Livro dos Mortos dos egípcios antigos, também conhecida como as "42 leis de Maat", a "declaração de inocência" ou as "confissões negativas". Estas declarações variavam um pouco de túmulo para túmulo e por isso não pode ser consideradas uma definição canônica de Maat. Ao contrário, eles parecem expressar as práticas individuais de cada proprietário de túmulo em vida para agradar Maat, bem como trabalhando como mágico-absolvição delitos ou erros cometidos pelo proprietário do túmulo em vida poderia ser declarados como não tendo sido feito, e através do poder de a palavra escrita, a limpeza que delito especial do registro de vida após a morte do falecido.

## O julgamento dos mortos

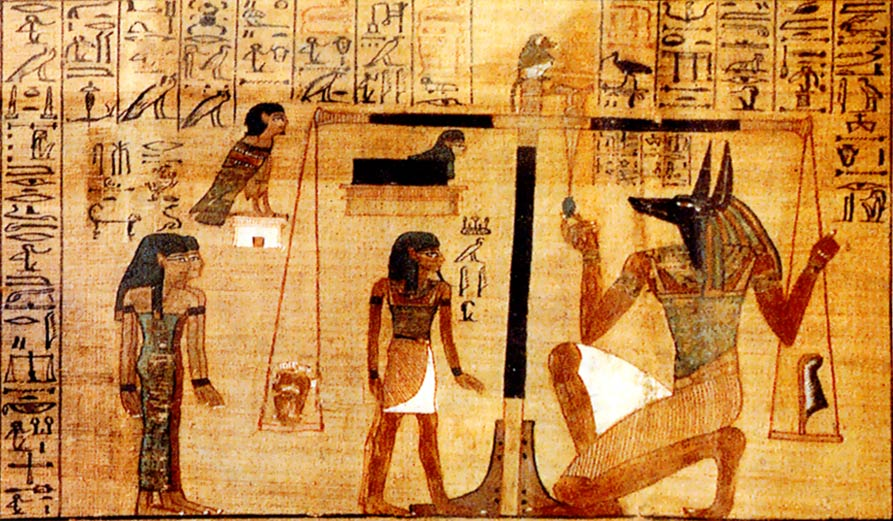
Uma seção do Livro dos mortos escrita em papiro e mostrando a "Pesagem do coração" em um tuat e usando a pena de Maat como peso na balança.

No julgamento dos mortos, no tribunal subterrâneo (muitas vezes chamado Salão das Duas Verdades) o coração do morto era pesado contra uma pena ou um algodão (representando simbolicamente Maat). O coração que pesasse mais do que a pena era considerado indigno, seria devorado pela deusa Ammit e seu proprietário condenado a eternidade no Duat. Os indivíduos de coração bom e puro eram enviados para Aaru.
A pesagem do coração era normalmente retratada no papiro no Livro dos Mortos ou em cenas de tumbas. Mostra Anúbis supervisionando a pesagem e a Ammit sentada, aguardando os resultados para que pudesse consumir aqueles que falharam. A imagem seria o coração do morto em um dos lados da balança e pena de Maat no lado oposto. Pela importância do julgamento dos mortos, os egípcios irão identificar Maat (nos últimos anos do Antigo Egito) como uma deusa dos mortos.

### 42 Confissões Negativas para Maat (Papiro de Ani)
As 42 Confissões são uma espécie de mandamentos de retidão para os egípcios, como o decálogo o é para judeus, cristãos e muçulmanos. Eram recitados em reuniões religiosas.
- 01. Eu não pequei.
- 02. Eu não roubei com violência.
- 03. Eu não furtei.
- 04. Eu não assassinei homem ou mulher.
- 05. Eu não furtei grãos.
- 06. Eu não me apropriei de oferendas.
- 07. Eu não furtei propriedades do deus.
- 08. Eu não proferi mentiras.
- 09. Eu não desviei comida.
- 10. Eu não proferi palavrões.
- 11. Eu não cometi adultério.
- 12. Eu não levei alguém ao choro.
- 13. Eu não senti o inútil remorso.
- 14. Eu não ataquei homem algum.
- 15. Eu não sou homem de falsidades.
- 16. Eu não furtei de terras cultivadas.
- 17. Eu não fui bisbilhoteiro.
- 18. Eu não caluniei.
- 19. Eu não senti raiva sem justa causa.
- 20. Eu não desmoralizei verbalmente a mulher de homem algum.
- 21. Eu não desmoralizei verbalmente a mulher de homem algum. (repete a afirmação anterior, mas direcionada a um deus diferente).
- 22. Eu não me profanei.
- 23. Eu não dominei alguém pelo terror.
- 24. Eu não transgredi a lei.
- 25. Eu não fui irado.
- 26. Eu não fechei meus ouvidos às palavras verdadeiras.
- 27. Eu não blasfemei.
- 28. Eu não sou homem de violência.
- 29. Eu não sou um agitador de conflitos.
- 30. Eu não agi ou julguei com pressa injustificada.
- 31. Eu não pressionei em debates.
- 32. Eu não multipliquei minhas palavras em discursos.
- 33. Eu não levei alguém ao erro. Eu não fiz o mal.
- 34. Eu não fiz feitiçarias ou blasfemei contra o rei.
- 35. Eu nunca interrompi a corrente de água.
- 36. Eu nunca levantei minha voz, falei com arrogância ou raiva.
- 37. Eu nunca amaldiçoei ou blasfemei a deus.
- 38. Eu não agi com raiva maldosa.
- 39. Eu não furtei o pão dos deuses.
- 40. Eu não desviei os bolos khenfu dos espíritos dos mortos.
- 41. Eu não arranquei o pão de crianças nem tratei com desprezo o deus da minha cidade.
- 42. Eu não matei o gado pertencente a deus.

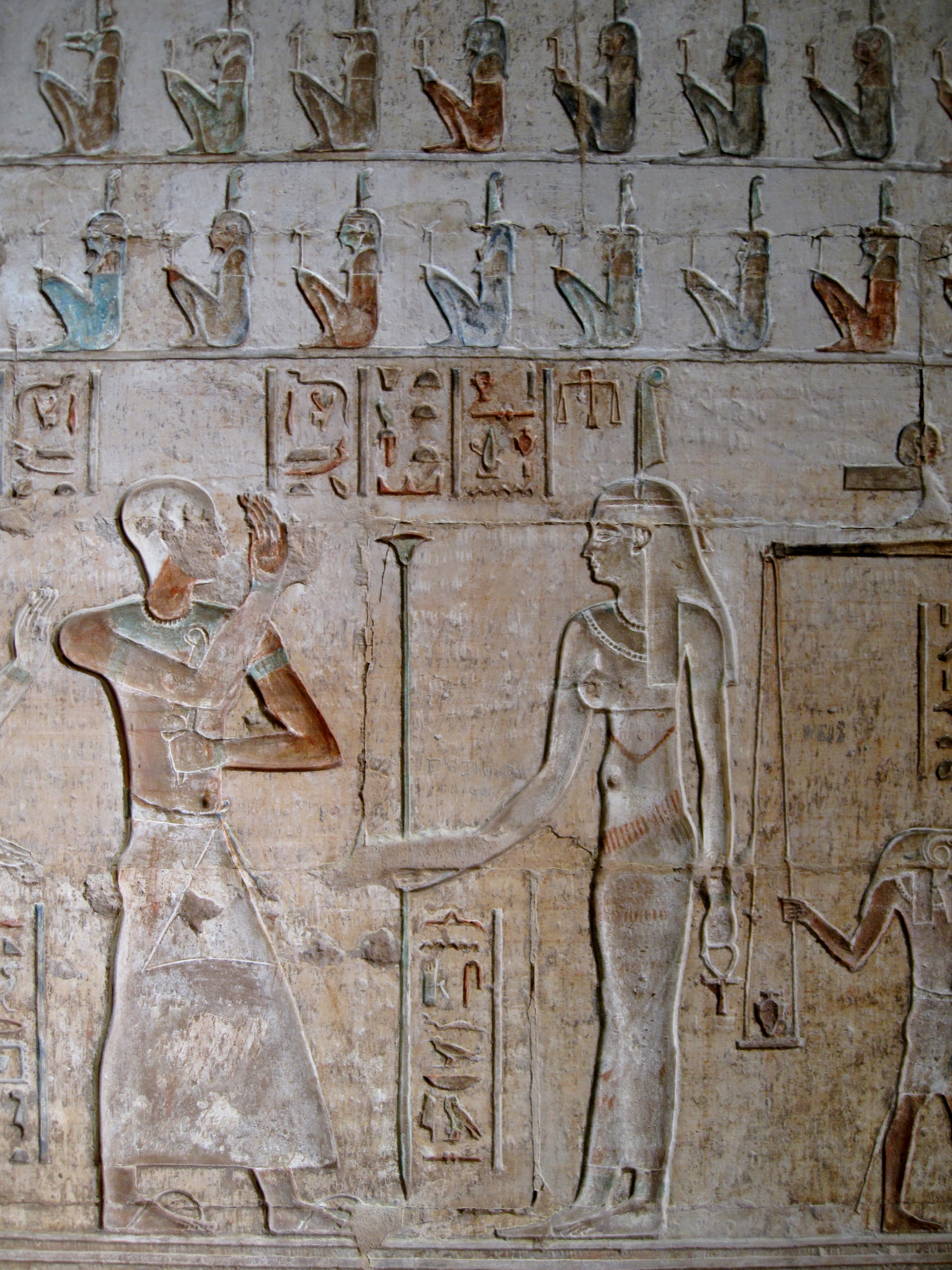
Templo de Deir Almedina

## Templos
Os templos de Maat eram, em sua maioria, templos maiores do que de outras deusas, como Hator e Ísis. Alguns cemitérios, como o de Tebas, foram designados como “locais de Maat” mas, a mais antiga evidência de um templo está no Império Novo (1569–1081 a.C.), apesar de sua grande importância era atribuído à deusa(considerada uma deusa menor no Panteão egípcio). Amenófis III encomendou um templo para Maat em Carnaque, há indícios de que outros templos, também dedicados a deusa, localizavam-se em Mênfis e Deir Almedina.